# Villeneuve (Aveyron)
Villeneuve è un comune francese di 2 020 abitanti situato nel dipartimento dell'Aveyron nella regione dell'Occitania.

## Società

### Evoluzione demografica
Abitanti censiti